# Блок, Адриен

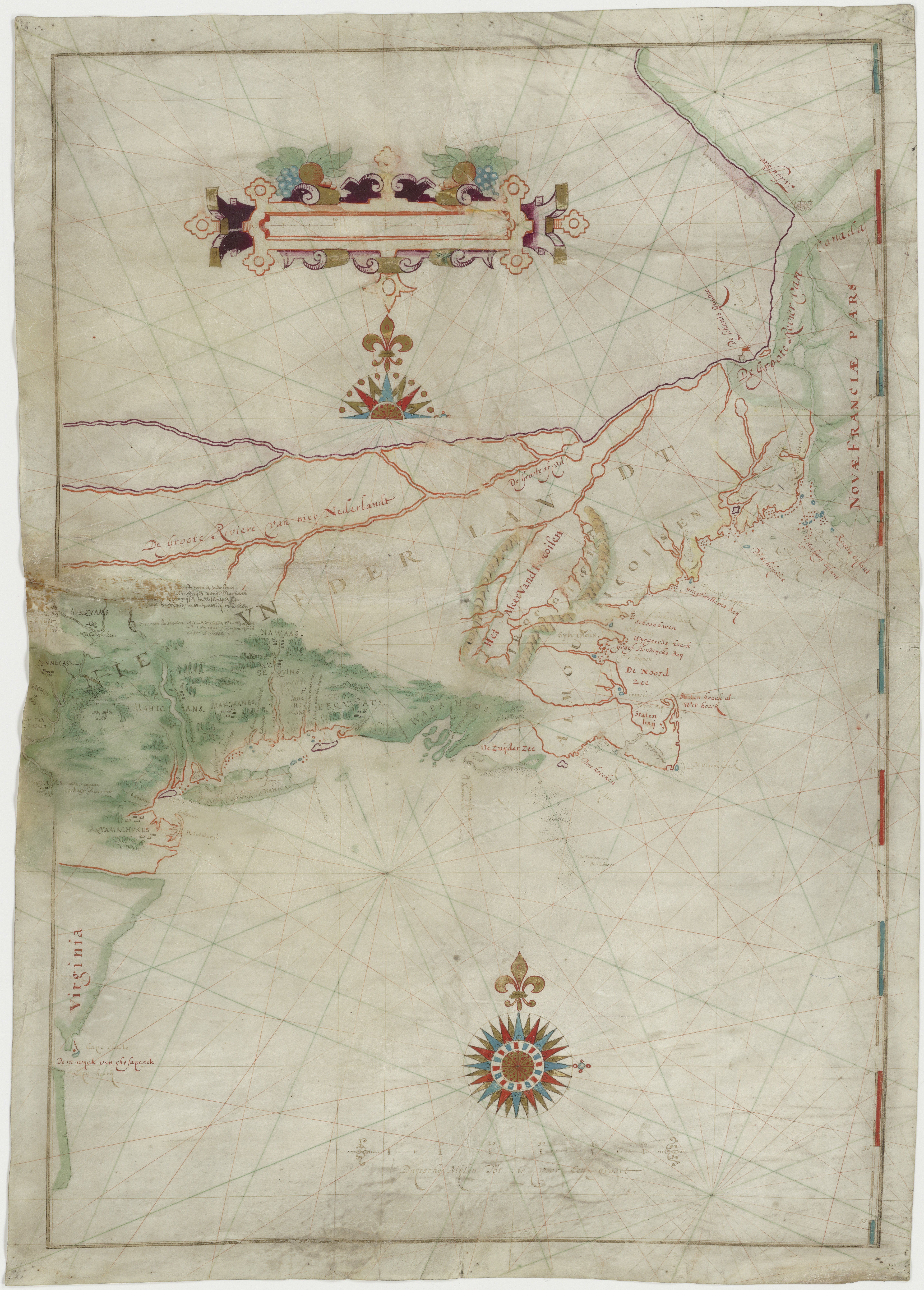
Карта путешествия Блока 1614 года. На ней впервые в истории появилось название «Новые Нидерланды»

Адриен Блок (нидерл. Adriaen Courtsen Block; ок. 1567 — похоронен 27 апреля 1627) — голландский торговец, мореплаватель и капер, более всего известный изучением прибрежных и речных долин между территориями современных штатов США Нью-Джерси и Массачусетс, проведённым им в ходе четырёх плаваний за период с 1611 по 1614 год, после экспедиции Генри Гудзона 1609 года. В его честь назван остров Блок в штате Род-Айленд. Он также известен как один из первых, кто активно торговал с коренными американцами — индейцами; кроме того, большую известность получила карта, составленная Блоком во время его последнего плавания в 1614 году, на которой многие особенные объекты региона центральной Атлантики были отмечены впервые, а в регионе восточного побережья Северной Америки впервые появилось название «Новые Нидерланды». Его считают первым европейцем, который вошёл в пролив Лонг-Айленд и реку Коннектикут, а также определил, что Манхэттен и Лонг-Айленд являются островами.

## Ранняя жизнь
Хотя большую часть жизни Блок провёл в море, он неизменно называл своим домом родной город Амстердам. Там 26 октября 1603 года Адриен женился на Нелтье Хендрикс ван Хелдер. В 1606 году они поселились в доме под названием «De Twee Bontecraijen» («Две вороны в капюшонах») на амстердамской улице Oude Waal, где семья проживала до скончания дней своего главы. За время с 1607 по 1615 год у супругов родилось пятеро детей.
Морской торговлей Блок активно занимался уже в 1590-х годах, участвуя в транспортировке древесины из Северной Европы в бедную лесом Испанию. В частности, он доставлял норвежский лес в Бильбао в апреле 1596 года. Оттуда он направился в Рибадео, чтобы купить товары для Кадиса. В апреле 1601 года он находился на одном из судов конвоя, вышедшего из Амстердама к Голландской Ост-Индии — вероятнее всего, к Молуккским островам, — и вернулся домой в 1603 году.
Весной 1604 года после доставки товаров в Лигурию Блок отплыл на Кипр для покупки товаров (рис, хлопок, орехи и т. д.), которые надеялся продать в Венеции. Но эта сделка сорвалась, и ему пришлось пуститься в обратный путь в Амстердам. Находясь в Лиссабоне, он обнаружил там судно из Любека, возвращавшееся из плавания в Бразилию. У Блока было каперское свидетельство — письменное разрешение от голландских властей захватывать вражеские корабли; он воспользовался этим обстоятельством и, захватив корабль, отвёл его с грузом в Амстердам. Хотя судно и часть товаров позже были возвращены владельцам, Блок получил в итоге большой доход — именно на полученные от этого деньги он, скорее всего, и купил свой дом на Oude Waal.

## Экспедиции Блока в Новый Свет

### Ранние путешествия (1611—1612)
После контакта с индейцами Гудзонова залива и долине Гудзона в 1609 году голландские купцы из Амстердама решили изучить эту область как потенциальный источник торговли бобровыми шкурами, которые были весьма прибыльным товаром для перепродажи на рынках Европы в то время.
В 1610 году корабль из голландского города Монникендама погиб в реке Гудзон, однако в 1611 году в составе группы лютеранских купцов Адриен Блок и его коллега Хендрик Христиансен вновь посетили область Гудзона, исследовали её, добыв много мехов и захватив двух сыновей местного сахема. Перспектива успешной торговли мехами побудила Генеральные штаты, высший законодательный орган Нидерландов, оформить 27 марта 1614 года заявление о том, что всем первооткрывателям новых земель, гаваней и проходов будут даны эксклюзивные финансовые средства для осуществления четырёх путешествий в эти места, которые они должны будут совершить в течение трёх лет, если первооткрыватели представят подробный отчёт о своём первом плавании туда не позднее чем через 14 дней после возвращения в Нидерланды.

### Экспедиция 1614 года

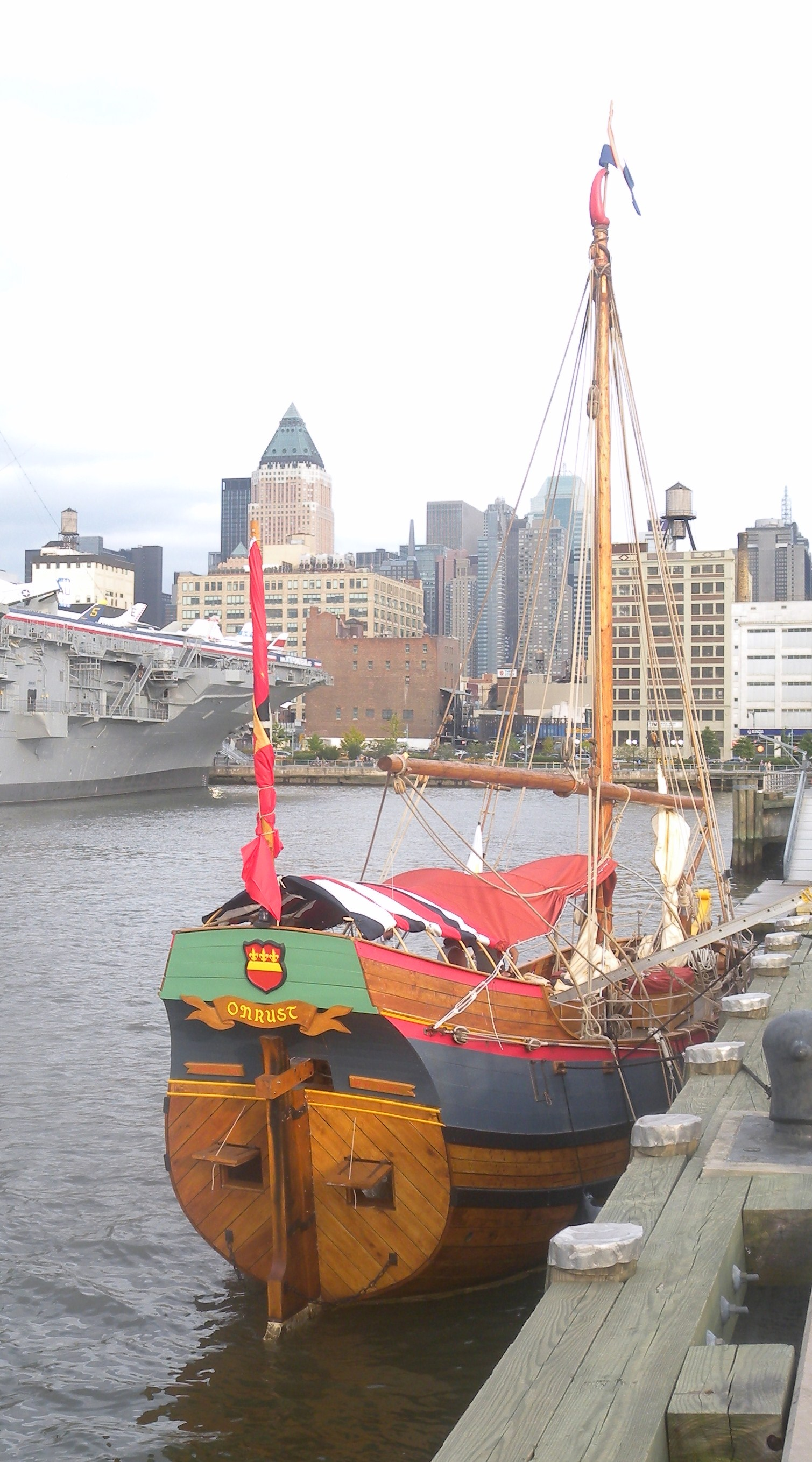
Реконструкция корабля «Беспокойный». Манхэттен

В 1614 году Блок отправился в своё четвёртое плавание в нижний Гудзон на корабле «Тигр» в сопровождении нескольких других судов, специально оборудованных для торговли. Пришвартовавшись около южного Манхэттена, «Тигр» был уничтожен случайно возникшим пожаром. За зиму Блок и его люди с помощью местных делаваров построили корабль длиной 42 фута (13 м) и водоизмещением 16 тонн, которому дали имя «Onrust» («Беспокойный»).
На этом корабле он исследовал Ист-Ривер и стал первым европейцем, плававшим по Хеллегату (сейчас — Хеллгейт) и вошедшим в пролив Лонг-Айленд. Путешествуя по Лонг-Айленду, он вошёл в реку Хьюсатоник (которую назвал «Рекой Красных Холмов») и в реку Коннектикут, которую исследовал как минимум до того места, где сегодня стоит город Хартфорд, в шестидесяти милях вверх по реке. Оставив пролив Лонг-Айленд, он дошёл до острова Блок, который ныне носит его имя, и до залива Наррангасетт, остров в котором он назвал Род-Айлендом — возможно, из-за красного (по-голландски — «Rod») цвета местных почв. На полуострове Кейп-Код он встретился с одним из кораблей своей экспедиции и вернулся на нём в Европу, оставив «Беспокойный».

### Жизнь в колонии
Блок основал на территории современного Коннектикута несколько колоний. Одной из первых был сохранившийся до наших дней Виндзор, заложенный зимой, когда река Коннектикут покрылась льдом, и жилось там колонистам нелегко.

### Компания Новых Нидерландов
После возвращения в Нидерланды Блок составил карту своего путешествия, используя как известную к тому времени информацию, так и собственные наблюдения. На карте Блока впервые появляется название «Новые Нидерланды» — в районе между английской Вирджинией и французской Канадой; также на этой карте Лонг-Айленд впервые изображён как остров.
11 октября 1614 года Блок, Кристиансен и группа из двенадцати других торговцев представили Генеральным штатам ходатайство на получение эксклюзивных торговых привилегий в исследованном ими районе. Их новая торговая компания, получившая название «Компания Новых Нидерландов», получила эксклюзивные права на ведение торговли между 40-й и 45-й параллелями северной широты.
После возвращения в Амстердам в июле 1615 года Блок больше не совершал путешествий в Новый Свет. В 1615 году он стал генерал-комиссаром трёх военных и одиннадцати китобойных кораблей, отправленных к Шпицбергену нидерландской Северной Гренландской компанией. Продолжал плавать до самой смерти в 1627 году. Блок был похоронен в амстердамской церкви Аудекерк в могиле рядом с женой.

## Память
- Имя мореплавателя носит остров Блок, расположенный на границе проливов Лонг-Айленд и Блок-Айленд (США).
- Многомилионный проект реконструкции на реке Коннектикут около Хартфорда, штат Коннектикут, назван «Adriaen’s Landing» в честь Блока.
- Средней школе во Флашинге, район Куинс, штат Нью-Йорк, присвоено имя А. Блока.